# Negros
Negros je čtvrtý největší ostrov Filipín a zároveň jeden z jejich bývalých regionů. Nachází se uprostřed země mezi ostrovy Panaj na severozápadě a Cebu na východě. Břehy ostrova omývají na jihozápadě Suluské moře, na jihovýchodě Boholské moře a na severu Visayské moře. Rozloha ostrova je 13 328 km². Žije na něm 2 500 000 obyvatel. Hlavním městem je Bacolod.

## Geomorfologie
Na ostrově je několik aktivních sopek, z nichž nejvyšší je Kanlaon, jež dosahuje nadmořské výšky 2464 m.

## Hospodářství
Na ostrově se pěstuje rýže, cukrová třtina, kokosová palma. Rozvinuté je rybářství a hornictví. Těží se hnědé uhlí a měděné rudy.

## Fauna
Na ostrově žijí makak jávský, krokodýli, jeleni, divoká prasata, .

## Historie
V letech 1898 až 1901 existovala na ostrově nezávislá Negroská republika.